# Дрешвиц
Дрешвиц (нем. Dreschvitz) — община в Германии, в земле Мекленбург-Передняя Померания на острове Рюген, входит в район Померания-Рюген и подчиняется управлению Вест-Рюген.
Население составляет 743 человека (на 31 декабря 2014 года). Занимает площадь 22,52 км².

## Состав коммуны
В состав коммуны входит 8 населённых пунктов:
- Дрешвиц (нем. Dreschvitz).
- Бусвиц (нем. Bußvitz, 54°24′38″ с. ш. 13°16′47″ в. д.HGЯO).
- Дусвиц (нем. Dußvitz, 54°23′19″ с. ш. 13°15′50″ в. д.HGЯO).
- Гюттин (нем. Güttin, 54°23′06″ с. ш. 13°18′38″ в. д.HGЯO).
- Ландов (нем. Landow, 54°24′14″ с. ш. 13°15′36″ в. д.HGЯO).
- Мёльн (нем. Mölln, 54°23′37″ с. ш. 13°16′54″ в. д.HGЯO).
- Ралов (нем. Ralow, 54°23′50″ с. ш. 13°14′22″ в. д.HGЯO).
- Рюгенхоф (нем. Rugenhof, 54°23′12″ с. ш. 13°14′58″ в. д.HGЯO).

## История
Первое упоминание о Дрешвице встречается в документах 1314 года.
В 2011 году, после проведённых реформ, район Рюген был упразднён, а коммуна Дрешвиц вошла в район Померания-Рюген.

## Галерея

Дрешвиц на карте района и управления
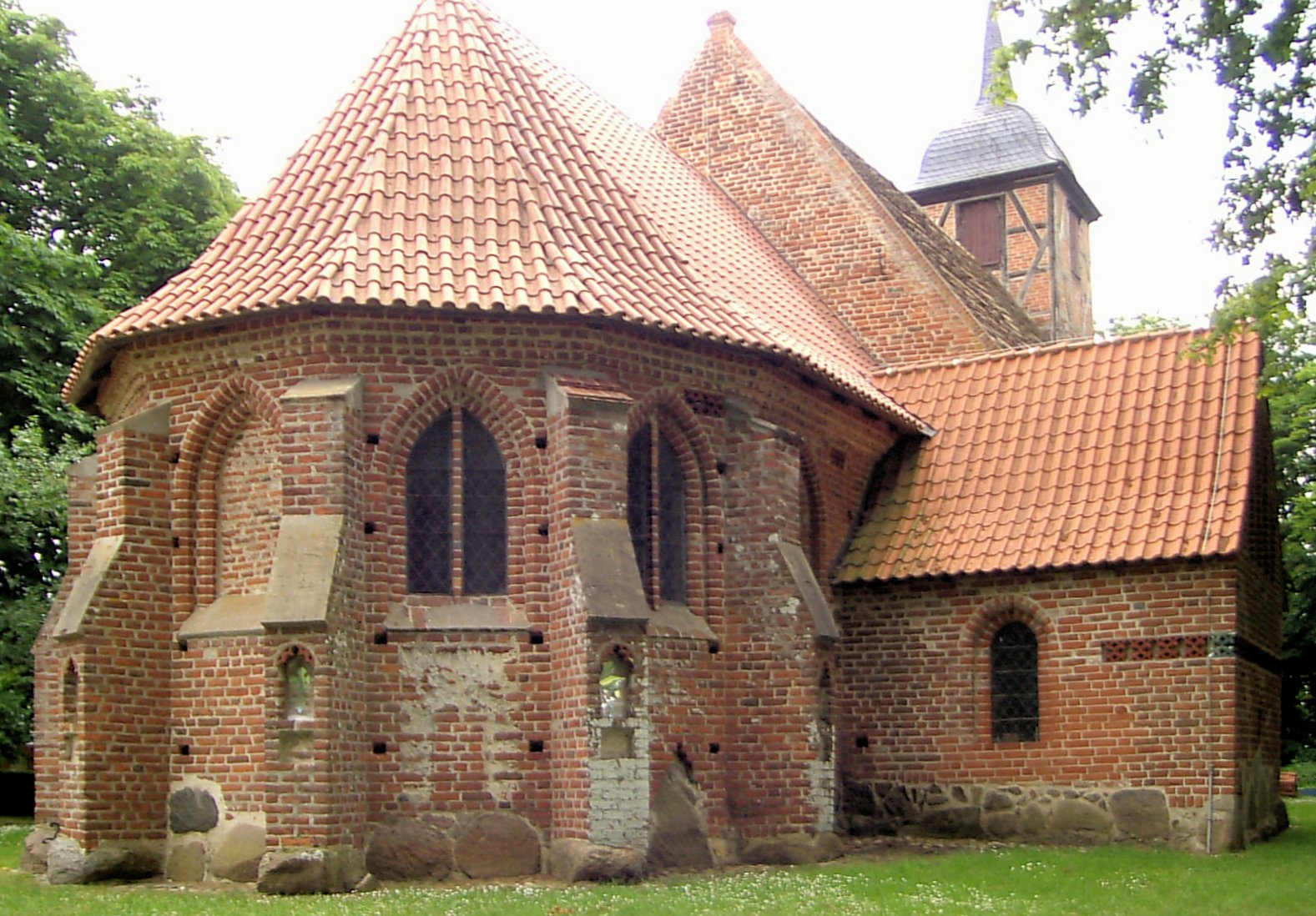
Церковь в Ландове
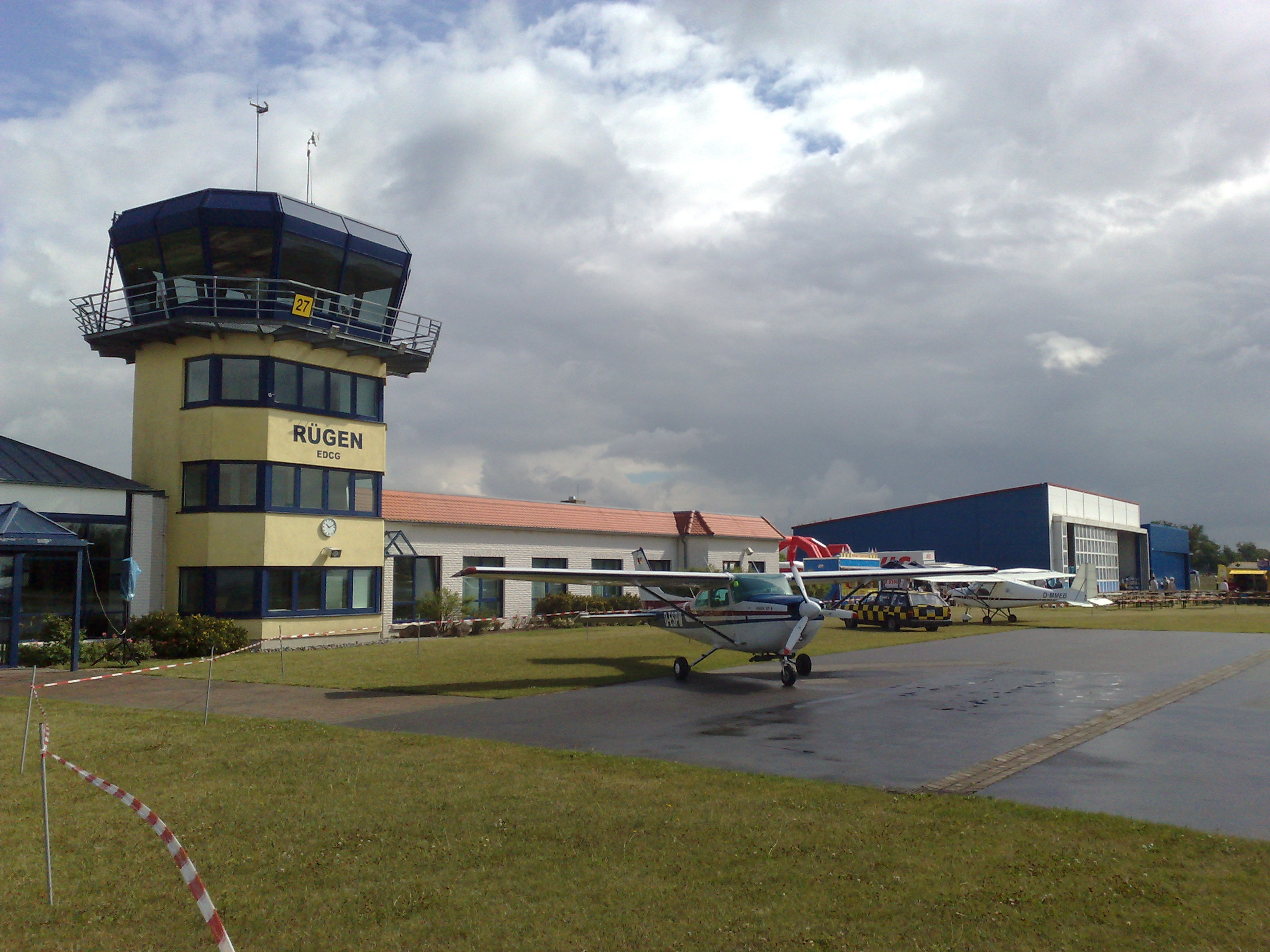
Взлётная полоса Рюген, близ Гюттина
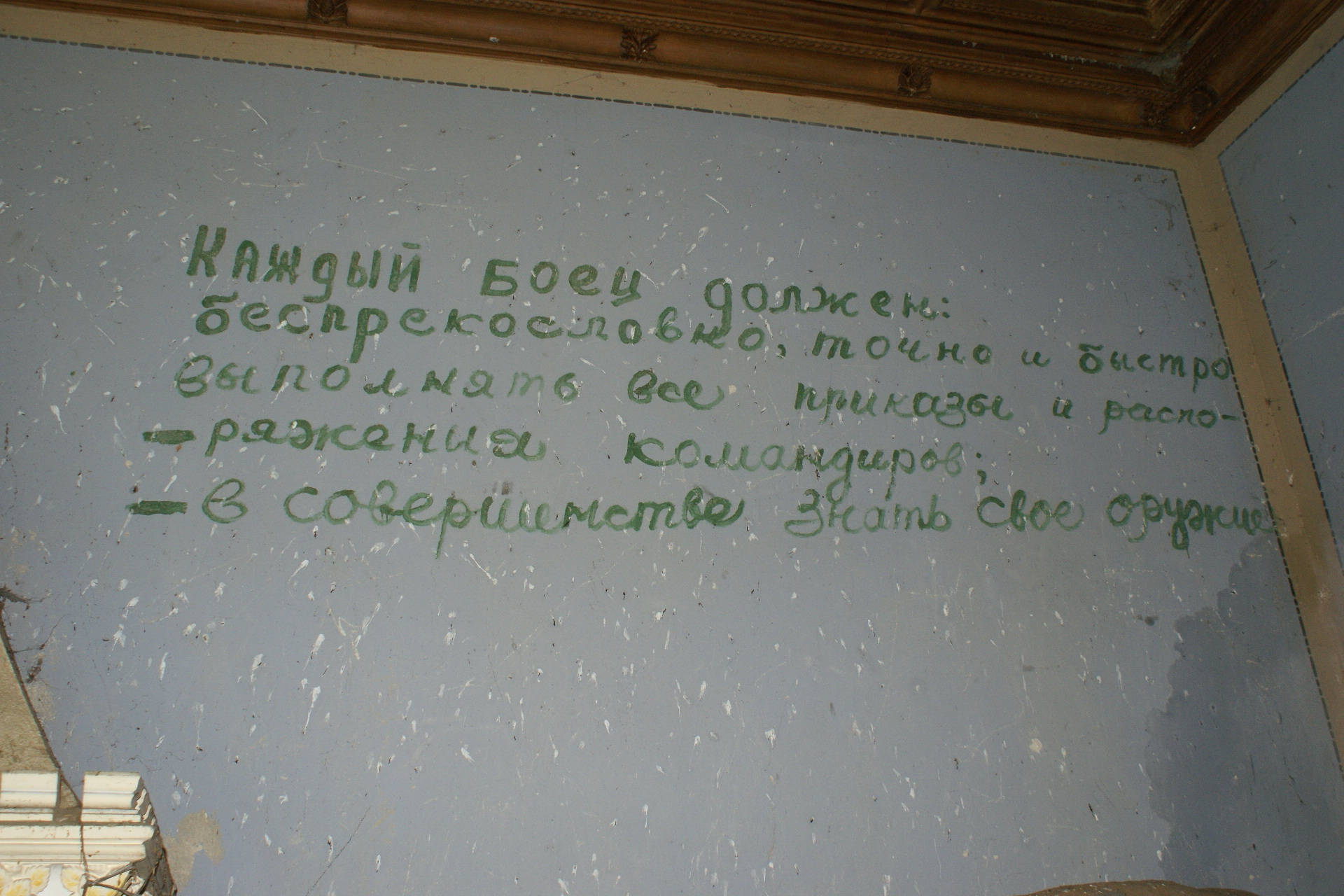
Надпись на русском в каминном зале усадьбы Ралов